# Gatsby (JavaScriptフレームワーク)
Gatsby（ギャッツビー）は、ReactとGraphQLを使用してNode.js上に構築されたオープンソースの静的サイトジェネレーター（SSG）であり、Gatsby.jsやGatsbyJSとも呼ばれている、JavaScriptによるWebアプリケーションフレームワークである。

## 概要
Gatsbyは、Markdownドキュメント、MDX（Markdown with JSX）、画像、 WordPress 、 Drupalなどの多数のコンテンツ管理システムなどのソースに基づいて静的サイトを作成するための2500を超えるプラグインを提供する。バージョン4以降、Gatsbyは、Node.jsサーバーで動的Webサイトをレンダリングするためのサーバーサイドレンダリング（SSR）と遅延静的生成もサポートしている。Gatsbyは、Gatsby,Inc.によって開発された。Gatsby,Inc.は、GatsbyWebサイトをホストするためのクラウドサービスであり、GatsbyCloudも提供している。